# Ed Palubinskas
Edward Sebastian „Ed“ Palubinskas (* 17. September 1950 in Canberra) ist ein ehemaliger australischer Basketballspieler und -trainer.

## Werdegang
Palubinskas ist mütterlicherseits russischer und väterlicherseits litauischer Abstammung. Sein Vater war Leistungsschwimmer. Ed Palubinskas begann im Alter von 14 Jahren an der Narrabundah High School in Canberra mit dem Basketball, spielte in seiner Heimatstadt für Vilkas, eine aus litauischen Auswanderern gebildete Mannschaft. 1970 wechselte er nach Melbourne, wo er für die St. Kilda Saints auflief, mit denen er den Meistertitel im Bundesstaat Victoria gewann.
Der 1,88 Meter große Spieler ging anschließend durch die Vermittlung von Lindsay Gaze in die Vereinigten Staaten und spielte von 1970 bis 1972 am Ricks College in Idaho. Dort kam er auf einen Mittelwert von 24 Punkten je Begegnung und traf 94,2 Prozent seiner Freiwürfe, was eine landesweite Bestmarke bedeutete. 1972 wechselte er innerhalb der Vereinigten Staaten an die Louisiana State University. In seinem ersten Einsatz für die Hochschulmannschaft der ersten NCAA-Division erzielte er 32 Punkte. Mit einer Trefferquote beim Freiwurf von 87,5 Prozent setzte er sich in der ewigen Bestenliste der Hochschulmannschaft auf den ersten Platz. Dass er im März 1973 im Spiel gegen Mississippi State alle seine 16 Freiwürfe traf, bedeutete ebenfalls eine Hochschulbestleistung an der Louisiana State University. In der Saison 1972/73 war Palubinskas mit 18,6 Punkten je Begegnung bester Korbschütze der Hochschulmannschaft, 1973/74 erzielte er 18,3 Punkte pro Spiel und wurde noch von seinem Mannschaftskameraden Glenn Hansen (19,4 Punkte/Spiel) übertroffen.
Palubinskas wurde beim Draftverfahren der NBA im Jahr 1974 an 61. Stelle von den Atlanta Hawks ausgewählt. Die Utah Stars sicherten sich im selben Jahr die Rechte am Australier im Draftverfahren der ABA. Palubinskas spielte in keiner der beiden nordamerikanischen Profiligen.
Er spielte in seinem Heimatland für die Caulfield Spartans. Seine höchste Punktausbeute in einem Spiel für die Mannschaft waren 66, diesen Wert erreichte er 1976.

### Nationalmannschaft
Bei den Olympischen Sommerspielen 1972 in München erzielte er als Mitglied der australischen Nationalmannschaft 21,1 Punkte je Begegnung und lag damit in der Korbschützenliste des Turniers auf dem zweiten Rang. 1976 nahm er wieder mit Australien an den Olympischen Spielen teil. Palubinskas kam im Turnierverlauf in Montréal auf 31,3 Punkte pro Spiel, er war damit der beste Korbschütze des olympischen Turniers. Sein Höchstwert in einem Spiel bei Olympia ’76 waren 48 Punkte gegen Mexiko. Bei seiner einzigen Weltmeisterschaftsteilnahme im Jahr 1974 belegte Palubinskas mit 24,6 Punkten je Begegnung den dritten Rang der Korbschützenliste. Er bestritt insgesamt 23 Länderspiele für Australien.

## Trainer
In der Sportart Handball war Palubinskas 1978 als Nationaltrainer in Bahrain tätig. Im Basketball war er von 1986 bis 1989 als Assistenztrainer an der Brigham Young University im US-Bundesstaat Utah beschäftigt. In den Jahren 1991 und 1992 übte er dasselbe Amt an der Louisiana State University aus. Cheftrainer war der Australier von 1992 bis 1996 an der Central Private High School im Ort Central in Louisiana. 1996 eröffnete er in Louisiana eine Basketballschule. Er war ebenfalls als Trainer an der East Carbon High School in Sunnyside und an der East High School in Salt Lake City tätig. 2001 gewann Palubinskas bei einem Wurfwettbewerb 25 000 US-Dollar, als er 75 Freiwürfe in Folge und 58 von 73 Dreipunktewürfen traf. Er veröffentlichte Lehrfilme zur Wurftechnik im Basketball, seine Erkenntnisse wurden 2004 in einer Zeitschrift des Weltverbands FIBA abgedruckt. Ab Oktober 2000 arbeitete er als Wurftrainer mit dem für seine niedrige Trefferquote beim Freiwurf bekannten NBA-Spieler Shaquille O’Neal zusammen. Die Zusammenarbeit endete nach dem Ende der Saison 2000/01. Palubinskas’ Dienste als Wurftrainer wurden von weiteren Berufsbasketballspielern in Anspruch genommen, darunter Dwight Howard, Brandon Bass und Lisa Leslie.
Palubinskas gründete ein Unternehmen, mit dem er Bemalungen für Basketballfelder und -hallen entwarf und aufbrachte.